# Brignano-Frascata
Brignano-Frascata är en kommun i provinsen Alessandria i regionen Piemonte i Italien. Kommunen hade 437 invånare (2018).